# Koto Tandun
Koto Tandun is een bestuurslaag in het regentschap Rokan Hulu van de provincie Riau, Indonesië. Koto Tandun telt 2124 inwoners (volkstelling 2010).